# Karl Norén (läkare)

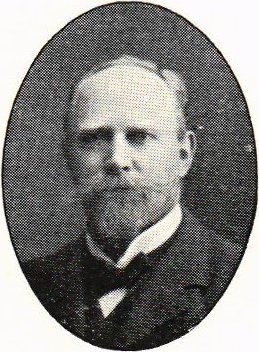
Karl Norén

Karl Seth Julius Norén, född 22 juli 1863 i Gärdhems församling, Älvsborgs län, död 2 januari 1938, var en svensk psykiater.
Norén blev medicine kandidat vid Karolinska institutet i Stockholm 1889 och medicine licentiat 1896. Han var underläkare vid Lunds hospital och asyl 1897–1900, biträdande läkare vid Piteå hospital 1900–1901, vid Göteborgs hospital 1901–1904, vid Lunds hospital 1904–1905, asylläkare vid Uppsala hospital och asyl 1905–1910, t.f. överläkare vid Härnösands hospital 1910 och ordinarie 1915–1928. Han var innehavare av statens större resestipendium för civila läkare 1905–1906. Norén är begravd på Uppsala gamla kyrkogård.